# 기원전 27세기
기원전 27세기는 기원전 2700년부터 기원전 2601년까지를 말한다.

## 주요 사건
- 기원전 2686년 - 이집트 제2왕조 몰락하고 이집트 제3왕조 건설됨.
- 기원전 2613년 - 이집트 제3왕조 몰락하고 이집트 제4왕조 건설됨.

## 년대와 년도
| 기원전 2700년대 | 전2709 | 전2708 | 전2707 | 전2706 | 전2705 | 전2704 | 전2703 | 전2702 | 전2701 | 전2700 |
| 기원전 2690년대 | 전2699 | 전2698 | 전2697 | 전2696 | 전2695 | 전2694 | 전2693 | 전2692 | 전2691 | 전2690 |
| 기원전 2680년대 | 전2689 | 전2688 | 전2687 | 전2686 | 전2685 | 전2684 | 전2683 | 전2682 | 전2681 | 전2680 |
| 기원전 2670년대 | 전2679 | 전2678 | 전2677 | 전2676 | 전2675 | 전2674 | 전2673 | 전2672 | 전2671 | 전2670 |
| 기원전 2660년대 | 전2669 | 전2668 | 전2667 | 전2666 | 전2665 | 전2664 | 전2663 | 전2662 | 전2661 | 전2660 |
| 기원전 2650년대 | 전2659 | 전2658 | 전2657 | 전2656 | 전2655 | 전2654 | 전2653 | 전2652 | 전2651 | 전2650 |
| 기원전 2640년대 | 전2649 | 전2648 | 전2647 | 전2646 | 전2645 | 전2644 | 전2643 | 전2642 | 전2641 | 전2640 |
| 기원전 2630년대 | 전2639 | 전2638 | 전2637 | 전2636 | 전2635 | 전2634 | 전2633 | 전2632 | 전2631 | 전2630 |
| 기원전 2620년대 | 전2629 | 전2628 | 전2627 | 전2626 | 전2625 | 전2624 | 전2623 | 전2622 | 전2621 | 전2620 |
| 기원전 2610년대 | 전2619 | 전2618 | 전2617 | 전2616 | 전2615 | 전2614 | 전2613 | 전2612 | 전2611 | 전2610 |
| 기원전 2600년대 | 전2609 | 전2608 | 전2607 | 전2606 | 전2605 | 전2604 | 전2603 | 전2602 | 전2601 | 전2600 |
| 기원전 2590년대 | 전2599 | 전2598 | 전2597 | 전2596 | 전2595 | 전2594 | 전2593 | 전2592 | 전2591 | 전2590 |